# Дирижабль (фільм)
«Дирижабль» (англ. Dirigible) — американський пригодницький фільм режисера Френка Капра 1931 року.

## Сюжет
Французький дослідник заручається підтримкою ВМС США в експедиції до Південного полюсу.

## У ролях
- Джек Голт — Джек Бредон
- Ральф Грейвз — «Грайливий» Пірс
- Фей Рей — Гелен Пірс
- Гобарт Босворт — Луїс Рондел
- Роско Карнс — Сок МакГвейр
- Гарольд Гудвін — Гансен
- Кларенс М'юз — Кларенс
- Емметт Корріген — контр-адмірал Джон С. Мартін